# Édouard-Henri Lucereau
Pour les articles homonymes, voir Lucereau.

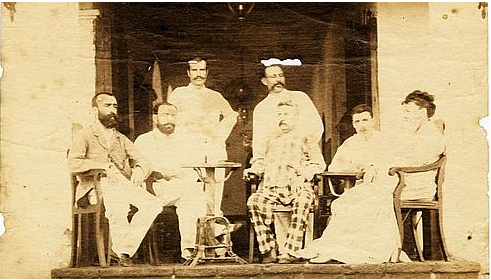
Photo de 1880 sur laquelle figure Édouard-Henri Lucereau (debout à gauche) sur le perron de l’Hôtel de l’Univers à Aden en compagnie peut-être d'Arthur Rimbaud (deuxième en partant de la droite).

Édouard Henri Lucereau, né le 25 juin 1849 à Verdes (Loir-et-Cher) et mort le 17 octobre 1880 à Ouarabelly, près de Harar en Éthiopie, est un explorateur français.

## Biographie
Henri Lucereau est issu d'une famille d'agriculteurs aisés de Verdes dont son père fut maire de 1861 à 1882. On ne sait rien de son enfance et son adolescence ainsi que de ses années d'études et de formation.
Son nom n'apparaît pour la première fois qu'en décembre 1877, date à laquelle il demande à être admis à la Société de géographie de Paris où sa candidature est retenue à partir du 1er janvier 1878.
Ses parrains ne sont autres que le géographe Charles Maunoir (1830-1901), secrétaire général de la Société de Géographie de France, et le géologue Gabriel Daubrée (1814-1896), ancien directeur de l'Ecole des Mines et membre de l'Institut.
Au moment de sa demande, il s'inscrit comme officier de réserve, ce qui laisse entendre qu'il aurait participé à la guerre de 1870. 
Dès 1878, il est chargé d'une mission d'exploration en Afrique Centrale, des côtes de Guinée à la côte orientale, avec le naturaliste Alfred Marche (1844-1898).  
L'année suivante, il obtient du gouvernement français par le Ministère de l’Instruction publique, la mission de rechercher les sources de la Sobat, affluent du Nil bleu. C'est au cours de cette mission qu'il aurait croisé en août 1880 la route d'Arthur Rimbaud à Aden où il se serait fait photographier en sa compagnie devant l'Hôtel de l'Univers.
Deux mois plus tard, il sera tué à Ouarabelly ainsi que les six membres de l'expédition dans des circonstances indéterminées par des guerriers de la tribu des Gallas sur le territoire de laquelle il s'était aventuré. Jules Borelli le 20 mai 1887 observe à Warra-Bellé (tel qu'il l'écrit) « à demi scié, le tronc d'arbre près duquel fut assassiné M. Lucereau ».
Mort célibataire, il laisse comme héritiers ses parents. Son frère Fernand, qui deviendra par la suite notaire à Rennes, sera le père du général Patrice Lucereau (1889-1968) dont postérité.